# Kungariket Kroatien och Slavonien
Kungariket Kroatien och Slavonien (kroatiska: Kraljevina Hrvatska i Slavonija; ungerska: Horvát-Szlavón Királyság; tyska: Königreich Kroatien und Slawonien) var ett kungarike och land inom dubbelmonarkin Österrike-Ungern. Det var en autonom del av den ungerska delen av monarkin och inkluderade delar av dagens Kroatien och Serbien (östra delen av Srem).

## Historia
Kungariket Kroatien och Slavonien skapades genom den kroatisk-ungerska kompromissen 1868. Kompromissen föranleddes av den österrikisk-ungerska kompromissen 1867 som innebar att kejsardömet Österrike blev dubbelmonarkin Österrike-Ungern. Den nya staten delades upp i en österrikisk och en ungersk intressesfär. Den kroatisk-ungerska kompromissen innebar att kungariket Kroatien och kungariket Slavonien förenades i en politisk enhet, kungariket Kroatien och Slavonien, tillhörande den ungerska rikshalvan. 
Kungariket Kroatien och Slavonien kom att åtnjuta viss autonomi inom den ungerska riksdelen. Från Kroatien och Slavoniens sida betraktades kompromissen som ett fördrag mellan två stater medan det från Ungerns sida betraktades som en särbehandling av en provins. Genom kompromissen fastlades att Kroatien och Slavonien skulle ha en egen regional förvaltning och eget rättsväsende. Den kroatisk-slavonska lantdagen Sabor fick lagstifta i frågor som rörde kultur och undervisning. Vidare fastlades att förvaltningsspråket skulle vara kroatiska. Skatter och försvarsväsen låg utanför Sabors kompetensområde. Den kroatisk-slavonska regeringschefen, banen, utnämndes av den ungerska regeringen.
Den nya politiska indelningen i dubbelmonarkin skapade ett missnöje hos kroaterna. Detta på grund av att kungariket Kroatien och Slavonien kom att tillhöra den ungerska rikshalvan medan kungariket Dalmatien kom att sortera under den österrikiska. Missnöjet manifesterades bland annat genom att kroaterna kallade den nyskapade enheten Kroatien och Slavonien för det "Treeinga kungariket Kroatien, Slavonien och Dalmatien". Den nya enhetens heraldiska vapen inkluderade även Dalmatiens traditionella vapen. Ungrarna understödde i stor utsträckning en förening av de kroatiska länderna i hopp om att utöka sin intressesfär.     
Kungariket Kroatien och Slavonien existerade fram till 1918 då landet, som ett resultat av första världskriget och Österrike-Ungerns upplösning, kom att ingå i Sloveners, kroaters och serbers stat och i förlängningen införlivades med kungariket Jugoslavien.

## Län
Kungariket Kroatien och Slavonien var indelat i åtta län eller comitatus (med länens residensstäder inom parentes): 
- Bjelovar-Križevci (Bjelovar)
- Lika-Krbava (Gospić)
- Modruš-Rijeka (Ogulin)
- Požega (Požega)
- Srijem (Vukovar)
- Varaždin (Varaždin)
- Virovitica (Osijek)
- Zagreb (Zagreb)

## Demografi
I folkräkningen 1910 uppgick befolkningen i kungariket till 2 621 954 personer och inkluderade personer med följande modersmål: 
- kroatiska: 1 638 354 (62,5%)
- serbiska: 644 955 (24,6%)
- tyska: 133 418 (5,1%)
- ungerska: 105 047 (4,0%)
- slovakiska: 20 884 (0,8%)
- övriga